# Tadashi Kawamata
Tadashi Kawamata (japansk: 川俣正, født 24. juli 1953 på Hokkaido) er en japansk installationskunstner, der bor og arbejder i Paris og Tokyo.
Født i 1953 i Mikasa, en by centralt på Hokkaido, gik Kawamata ud fra Hokkaido Iwamizawa Higashi High School i 1972. I 1982 blev han valgt til at deltage i Venedigbiennalen, og i 1987 deltog han i Documenta i Kassel. I 1984 fik han en doktorgrad fra Tokyo Kunst Universitet.
Han har været involveret i en lang række internationale udstillinger og har optrådt internationalt; han var direktør for Yokohama Triennial i 2005, var professor ved Tokyo Kunst Universitet fra april 1999 til marts 2005 og har han siden 2007 undervist i École nationale supérieure des Beaux-Arts i Paris.

## Galleri
|                                                                                 |
| Scheiterturm ("tower") at the Kunstmuseum Thurgau, Warth-Weiningen, Switzerland |

|                                                          |
| Steg ("step") at the Stadtpark Uster, Uster, Switzerland |

|                                                                                   |
| Kawamata (right corner) working at the Walkway and Tower, Recklinghausen, Germany |